# Armando Marcos Placeres
Armando Marcos Placeres Ehadulasis nació el 14 de mayo de 1947 en Las Palmas de Gran Canaria, España. Es un periodista, productor, redactor y locutor de radio. En 1981 fue nombrado Director de Radio Cadena Española en Las Palmas de Gran Canaria. Entre 1978 y 1980 fue el primer secretario de información y relaciones institucionales de la Junta de Canarias, siendo Presidente de la misma Fernando Bergasa Perdomo.

## Biografía
Nació en el barrio San Nicolás de Las Palmas de Gran Canaria el 14 de mayo de 1947. Su madre, Isabel Ehadulasis de ascendencia Palestina nació en Las Palmas. Su padre, Francisco Placeres Álvarez, natural de Cuba, era hijo de emigrantes canarios, llegó a Canarias con 16 años. Sus estudios de primaria los realizó en la Academia San Nicolás, después continuó sus estudios en el Colegio de los Jesuitas de su ciudad natal. 
Se casó con Mary Carmen Suárez el 7 de julio de 1971 y tuvieron cuatro hijos. Estudió Periodismo y comunicación audiovisual, posteriormente realizó estudios de Derecho en la Facultad de Ciencias Jurídica de la Universidad de Las Palmas de Gran Canaria.

## Carrera
Su actividad profesional comenzó en 1966 dentro del cuadro de actores de Radio Atlántico en Las Palmas de Gran Canaria.  En 1967 trabajó en la emisora Radio Las Palmas de la Sociedad Española de Radiodifusión. Entre 1968 y 1971 se ocupó como corresponsal de Radio Nacional de España en Londres como adjunto de su titular, el periodista José Antonio Plaza. En ese tiempo también colaboró con diversos programas de la BBC de Londres en sus emisiones para Latinoamérica.
Más tarde, durante varios años, estuvo con los Servicios Informativos de Radio Nacional de España en Madrid, para regresar en 1975, a Radio Atlántico y participar en los Servicios Informativos, además de realizar diferentes programas.
Entre 1977 y 1979 regresó a los Servicios Informativos de Radio Nacional de España, pero esta vez en Canarias, en su delegación de Las Palmas de Gran Canaria, ahí alternó como articulista y colaborador esporádico en los periódicos El Eco de Canarias y La Provincia.
Desde el 11 de junio de 1979 hasta mediados del año 1981, ocupó el cargo de jefe del Gabinete de Prensa y secretario de Relaciones Institucionales de la Junta Preautonómica de Canarias conocido hoy como Gobierno de Canarias.
En 1981 fue nombrado director de Radiocadena Española (RCE), emisora perteneciente a Radio Televisión Española (RTVE) en la provincia de Las Palmas. En 1983 pasó a los Servicios Informativos de TVE en Canarias hasta finales del año 1994, donde ejerció como redactor y presentador del Informativo Telecanarias, y como director y presentador del programa Debate. 
A partir de 1995 y durante algunos años fue director de Comunicación y Relaciones Institucionales de la empresa turística Anfi del Mar en Gran Canaria.